# Hyderabad Football Club 2022-2023
Questa voce raccoglie le informazioni riguardanti l'Hyderabad nelle competizioni ufficiali della stagione 2022-2023.

## Maglie e sponsor
| Casa | Trasferta |

## Organico

### Rosa
| N. |                      | Ruolo | Calciatore             |
| -- | -------------------- | ----- | ---------------------- |
| 1  | India (bandiera)     | P     | Gurmeet Singh          |
| 2  | India (bandiera)     | D     | Reagan Singh           |
| 4  | India (bandiera)     | D     | Chinglensana Singh     |
| 7  | Australia (bandiera) | C     | Joel Chianese          |
| 8  | Brasile (bandiera)   | C     | João Victor            |
| 10 | India (bandiera)     | C     | Mohammad Yasir         |
| 11 | India (bandiera)     | C     | Sweden Fernandes       |
| 12 | India (bandiera)     | A     | Aaren D'Silva          |
| 13 | India (bandiera)     | P     | Lalbiakhlua Jongte     |
| 14 | India (bandiera)     | C     | Sahil Tavora           |
| 16 | Spagna (bandiera)    | D     | Odei Onaindia          |
| 17 | India (bandiera)     | C     | Lalchungnunga Chhangte |
| 18 | India (bandiera)     | C     | Hitesh Sharma          |
| 19 | India (bandiera)     | A     | Holicharan Narzary     |
| 20 | Nigeria (bandiera)   | A     | Bartholomew Ogbeche    |

| N. |                   | Ruolo | Calciatore          |
| -- | ----------------- | ----- | ------------------- |
| 23 | India (bandiera)  | P     | Anuj Kumar          |
| 24 | India (bandiera)  | A     | Rohit Danu          |
| 25 | India (bandiera)  | P     | Laxmikant Kattimani |
| 26 | Spagna (bandiera) | D     | Borja Herrera       |
| 27 | India (bandiera)  | C     | Nikhil Poojari      |
| 29 | India (bandiera)  | D     | Nim Dorjee Tamang   |
| 31 | India (bandiera)  | D     | Akash Mishra        |
| 40 | India (bandiera)  | P     | Aman Kumar Sahni    |
| 41 | India (bandiera)  | D     | Manoj Mohammad      |
| 43 | India (bandiera)  | D     | Soyal Joshy         |
| 44 | India (bandiera)  | D     | Alex Saji           |
| 77 | India (bandiera)  | A     | Abdul Rabeeh        |
| 88 | India (bandiera)  | C     | Mark Zothanpuia     |
| 99 | Spagna (bandiera) | A     | Javier Siverio      |

### Altri giocatori
| N. |                  | Ruolo | Calciatore    |
| -- | ---------------- | ----- | ------------- |
|    | India (bandiera) | P     | Manas Dubey   |
|    | India (bandiera) | D     | Dimple Bhagat |

| N. |                  | Ruolo | Calciatore |
| -- | ---------------- | ----- | ---------- |
|    | India (bandiera) | C     | Adil Khan  |

### Staff tecnico
- Manuel Marquez - Allenatore
- Benito Montalvo - Vice allenatore
- Shameel Chembakath - Vice allenatore
- Asier Rey - Allenatore portieri

## Calciomercato
| Acquisti | Acquisti               | Acquisti        | Acquisti      |
| R.       | Nome                   | da              | Modalità      |
| -------- | ---------------------- | --------------- | ------------- |
| P        | Subrata Pal            | ATK Mohun Bagan | Fine prestito |
| P        | Manas Dubey            | TRAU            | Fine prestito |
| P        | Laxmikant Kattimani    |                 |               |
| P        | Lalbiakhlua Jongte     |                 |               |
| P        | Gurmeet Singh          |                 |               |
| P        | Aman Kumar Sahni       | Hyderabad B     | Definitivo    |
| P        | Anuj Kumar             | Aizawl          | Definitivo    |
| D        | Nikhil Prabhu          | Odisha          | Fine prestito |
| D        | Akash Mishra           |                 |               |
| D        | Alex Saji              | Gokulam Kerala  | Definitivo    |
| D        | Manoj Mohammad         |                 | Svincolato    |
| D        | Odei Onaindia          |                 | Svincolato    |
| D        | Soyal Joshy            | Golden Threads  | Definitivo    |
| D        | Borja Herrera          | Tamaraceite     | Definitivo    |
| D        | Chinglensana Singh     |                 |               |
| D        | Nim Dorjee Tamang      |                 |               |
| D        | Reagan Singh           | Chennaiyin      | Prestito      |
| D        | Dimple Bhagat          |                 |               |
| C        | João Victor            |                 |               |
| C        | Joel Chianese          |                 |               |
| C        | Adil Khan              | East Bengal     | Fine prestito |
| C        | Sahil Tavora           |                 |               |
| C        | Mohammad Yasir         |                 |               |
| C        | Sweden Fernandes       |                 |               |
| C        | Mark Zothanpuia        |                 |               |
| C        | Nikhil Poojari         |                 |               |
| C        | Lalchungnunga Chhangte | Hyderabad B     | Definitivo    |
| C        | Hitesh Sharma          |                 |               |
| A        | Bartholomew Ogbeche    |                 |               |
| A        | Javier Siverio         |                 |               |
| A        | Holicharan Narzary     |                 |               |
| A        | Ramhlunchhunga         | Aizawl          | Definitivo    |
| A        | Aaren D'Silva          |                 |               |
| A        | Rohit Danu             |                 |               |
| A        | Abdul Rabeeh           |                 |               |

| Cessioni | Cessioni           | Cessioni        | Cessioni      |
| R.       | Nome               | a               | Modalità      |
| -------- | ------------------ | --------------- | ------------- |
| P        | Subrata Pal        |                 | Svincolato    |
| D        | Ashish Rai         | ATK Mohun Bagan | Definitivo    |
| D        | Amritpal Singh     | Rajasthan Utd   | Definitivo    |
| D        | Souvik Chakrabarti | East Bengal     | Definitivo    |
| D        | Pritam Kumar Singh | East Bengal     | Definitivo    |
| D        | Juanan             |                 | Svincolato    |
| D        | Khassa Camara      |                 | Svincolato    |
| D        | Nikhil Prabhu      | Odisha          | Definitivo    |
| D        | Dimple Bhagat      |                 | Svincolato    |
| C        | Seityasen Singh    | Kerala Blasters | Fine prestito |
| A        | Aniket Jadhav      | East Bengal     | Prestito      |
| A        | Ishan Dey          | Hyderabad B     | Definitivo    |
| A        | Ramhlunchhunga     | Sreenidi Deccan | Prestito      |

### Mercato invernale
| Acquisti | Acquisti             | Acquisti      | Acquisti   |
| R.       | Nome                 | da            | Modalità   |
| -------- | -------------------- | ------------- | ---------- |
| D        | Sajad Hussain Parray | Indian Arrows | Definitivo |

| Cessioni | Cessioni             | Cessioni       | Cessioni |
| R.       | Nome                 | a              | Modalità |
| -------- | -------------------- | -------------- | -------- |
| D        | Sajad Hussain Parray | Gokulam Kerala | Prestito |
| D        | Alex Saji            | NorthEast Utd  | Prestito |
| C        | Sweden Fernandes     | NEROCA         | Prestito |

### Post stagione
| Acquisti | Acquisti | Acquisti | Acquisti |
| R.       | Nome     | da       | Modalità |
| -------- | -------- | -------- | -------- |

| Cessioni | Cessioni  | Cessioni                 | Cessioni   |
| R.       | Nome      | a                        | Modalità   |
| -------- | --------- | ------------------------ | ---------- |
| D        | Adil Khan | Ambernath United Atlanta | Definitivo |

## Risultati

### Indian Super League
| Arbitro: | Nagvenkar T. |

|                                                     |           |                                                                    |
| João Victor 45+4’ (Rig.) 75’ Holicharan Narzary 50’ | Marcatori | 22’ (A.g.) Chinglensana Singh 43’ Greg Stewart 43’ Alberto Noguera |

| Arbitro: | Mondal P. |

|  |           |                                                                  |
|  | Marcatori | 13’ Bartholomew Ogbeche 69’ Holicharan Narzary 73’ Borja Herrera |

| Arbitro: | Bora U. |

|                         |           |  |
| Bartholomew Ogbeche 83’ | Marcatori |  |

| Arbitro: | Crystal J. |

|                    |           |  |
| Javier Siverio 10’ | Marcatori |  |

| Arbitro: | Venkatesh R. |

|                   |           |  |
| Mohammad Yasir 8’ | Marcatori |  |

| Arbitro: | Mondal P. |

|  |           |                    |
|  | Marcatori | 48’ Mohammad Yasir |

| Arbitro: | Banerji P. |

|  |           |                          |
|  | Marcatori | 18’ Dīmītrīs Diamantakos |

| Arbitro: | Kundu H. |

|                  |           |  |
| Hugo Boumous 11’ | Marcatori |  |

| Arbitro: | Kumar Gupta R. |

|                     |           |                                                                 |
| Petar Slišković 79’ | Marcatori | 66’ Holicharan Narzary 75’ Chinglensana Singh 86’ Borja Herrera |

| Arbitro: | Nathan S. |

|                                       |           |  |
| Mohammad Yasir 38’ Javier Siverio 85’ | Marcatori |  |

| Arbitro: | Singh P. |

|  |           |                                                                      |
|  | Marcatori | 26’ Bartholomew Ogbeche 43’ (A.g.) Sandesh Jhingan 90’ Joel Chianese |

| Arbitro: | Mohamed J. |

| |           |                 |
| Javier Siverio 8’, 73’ Borja Herrera 24’ Odei Onaindia 30’ Joel Chianese 77’ Gaurav Bora 80’ (A.g.) | Marcatori | 36’ Aaron Evans |

| Arbitro: | Banerji P. |

|                  |           |                                   |
| Redeem Tlang 54’ | Marcatori | 20’, 79’, 90’ Bartholomew Ogbeche |

| Arbitro: | Bora U. |

|                                |           |                     |
| Bartholomew Ogbeche 87’ (Rig.) | Marcatori | 57’ Petar Slišković |

| Arbitro: | Rowan A. |

|  |           |                                       |
|  | Marcatori | 9’ Javier Siverio 90+3’ Aaren D'Silva |

| Arbitro: | Kundu H. |

|                               |           |                   |
| Jorge Pereyra Díaz 23’ (Rig.) | Marcatori | 65’ Hitesh Sharma |

| Arbitro: | Srikrishna C. |

|                         |           |  |
| Bartholomew Ogbeche 86’ | Marcatori |  |

| Arbitro: | Purkayastha A. |

|                                                                           |           |                       |
| Isak Vanlalruatfela 33’ Nim Dorjee Tamang 72’ (A.g.) Diego Maurício 90+4’ | Marcatori | 45’ Nim Dorjee Tamang |

| Arbitro: | Banerjee P. |

|                              |           |                                                                |
| Bartholomew Ogbeche 12’, 79’ | Marcatori | 22’ Ritwik Das 27’ (Rig.) Jay Emmanuel-Thomas 29’ Daniel Chima |

| Arbitro: | Ramachandra V. |

|  |           |                   |
|  | Marcatori | 29’ Borja Herrera |

#### Andamento in campionato
| Giornata  | 1 | 2 | 3 | 4 | 5 | 6 | 7 | 8 | 9 | 10 | 11 | 12 | 13 | 14 | 15 | 16 | 17 | 18 | 19 | 20 | 21 | 22 |
| --------- | - | - | - | - | - | - | - | - | - | -- | -- | -- | -- | -- | -- | -- | -- | -- | -- | -- | -- | -- |
| Luogo     | C | T | C | C | C | T | C | T | T | C  | X  | T  | C  | T  | C  | T  | X  | T  | C  | T  | C  | T  |
| Risultato | N | V | V | V | V | V | P | P | V | V  | X  | V  | V  | V  | N  | V  | X  | N  | V  | P  | P  | V  |
| Posizione | 5 | 1 | 1 | 1 | 1 | 1 | 1 | 2 | 2 | 1  | 2  | 2  | 2  | 2  | 2  | 2  | 2  | 2  | 2  | 2  | 2  | 2  |

Legenda:

Luogo: C = Casa; T = Trasferta. Risultato: V = Vittoria; N = Pareggio; P = Sconfitta.

#### Semifinali
| Hyderabad 9 marzo 2023, ore 15:00 UTC+5:30 Andata | Hyderabad | 0 – 0 referto | ATK Mohun Bagan | GMC Balayogi Stadium (12 926 spett.)\| Arbitro: \| Kundu H. \| |
| Arbitro:                                          | Kundu H.  |               |                 |                                                                |

| Arbitro: | Srikrishna C. |

|                                        |                      |                                           |
| Petratos Gallego M. Singh Hamill Kotal | Tiri di rigore 4 – 3 | João Victor Siverio Ogbeche Danu R. Singh |

### Super Cup
| Arbitro: | Kundu H. |

|                                          |           |                  |
| Joel Chianese 17’ João Victor 51’ (Rig.) | Marcatori | 90+6’ Ivan Veras |

| Arbitro: | Arumughan R. |

|                                             |           |                                          |
| Naorem Mahesh Singh 4’, 45’ V.P. Suhair 17’ | Marcatori | 11’, 71’ Javier Siverio 83’ Abdul Rabeeh |

| Arbitro: | Banerjee P. |

|                    |           |                                         |
| Javier Siverio 11’ | Marcatori | 55’ Diego Maurício 86’ Víctor Rodríguez |

#### Andamento in coppa
| Giornata  | 1 | 2 | 3 |  |
| --------- | - | - | - |  |
| Luogo     | C | T | C |  |
| Risultato | V | N | P |  |
| Posizione | 1 | 2 | 2 |  |

Legenda:

Luogo: C = Casa; T = Trasferta. Risultato: V = Vittoria; N = Pareggio; P = Sconfitta.

### Durand Cup

#### Fase a gironi
| Arbitro: | Mondal P. |

|  |           |                         |
|  | Marcatori | 27’ Narzary 52’ Herrera |

| Arbitro: | Arumughan R. |

|                                         |           |           |
| João Victor 56’ (Rig.) Ogbeche 64’, 74’ | Marcatori | 43’ Thapa |

| Arbitro: | Aditya P. |

|  |           |                              |
|  | Marcatori | 3’ Chianese 16’, 82’ Ogbeche |

| Arbitro: | Bora U. |

|            |           |  |
| Meitei 33’ | Marcatori |  |

##### Andamento
| Giornata  | 1 | 2 | 3 | 4 | 5 |
| --------- | - | - | - | - | - |
| Luogo     | X | T | C | T | T |
| Risultato | X | V | V | V | P |
| Posizione | 4 | 2 | 1 | 1 | 1 |

Legenda:

Luogo: C = Casa; T = Trasferta. Risultato: V = Vittoria; N = Pareggio; P = Sconfitta.

#### Quarti di finale
| Calcutta 12 settembre 2022, ore 14:30 UTC+5:30                                        | Hyderabad | 3 – 1 referto     | Rajasthan Utd | Kishore Bharati Krirangan |
| \| \| \| \| \| Ogbeche 6’ Mishra 45’ Siverio 68’ \| Marcatori \| 29’ (Rig.) Cháves \| |           |                   |               |                           |
|                                                                                       |           |                   |               |                           |
| Ogbeche 6’ Mishra 45’ Siverio 68’                                                     | Marcatori | 29’ (Rig.) Cháves |               |                           |

#### Semifinale
| Arbitro: | Rowan A. |

|                 |           |  |
| Odei 30’ (A.g.) | Marcatori |  |

## Qualificazione ai playoff della Coppa dell'AFC 2023-2024
| Arbitro: | Venkatesh R |

|                             |                      |                                |
| Joel Chianese 44’           | Marcatori            | 20’ Dimitri Petratos           |
| Victor Tavora Chianese Odei | Tiri di rigore 1 – 3 | Petratos McHugh Colaco Nassiri |